# Kênh Gliwice

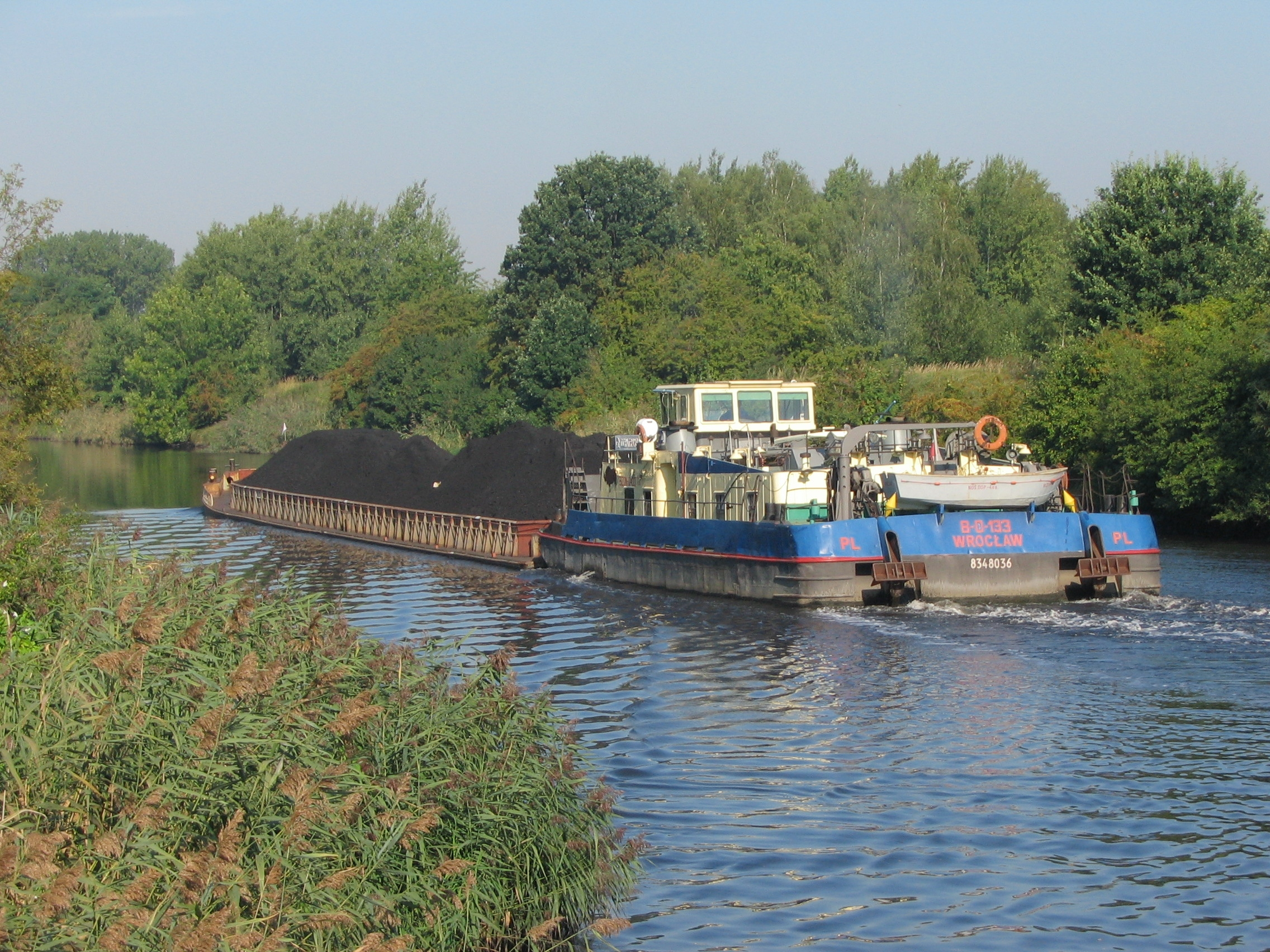
Sà lan trên kênh Gliwice

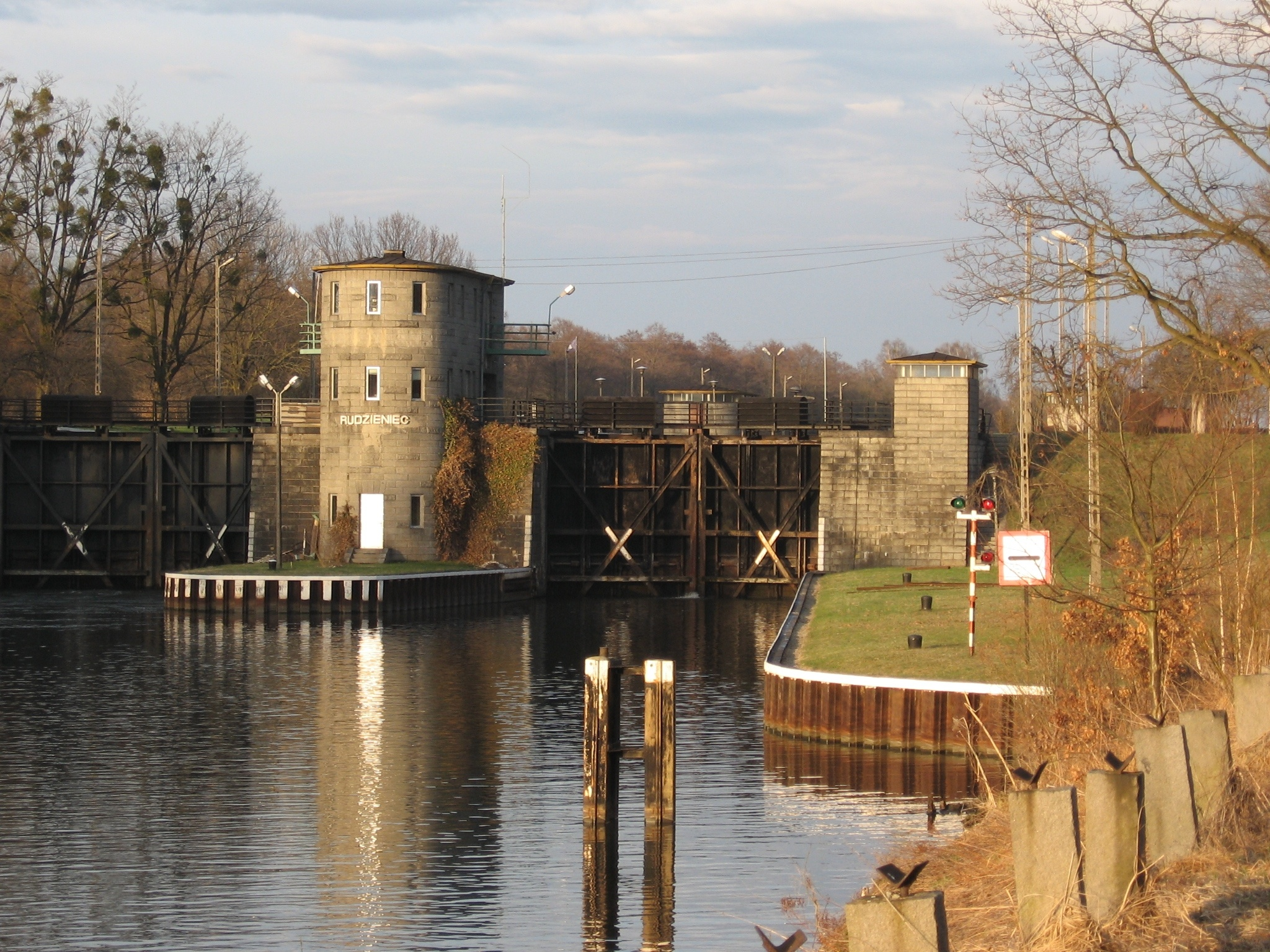
Khóa ở làng Rudziniec.

Kênh Gliwice (tiếng Ba Lan: Kanał Gliwicki, tiếng Đức: Gleiwitzer Kanal) là một con kênh nối sông Oder (Odra) đến thành phố Gliwice thuộc vùng Silesian Voivodeship (Khu công nghiệp Thượng Silesian), Ba Lan. Còn được gọi là Kênh Silesian Thượng (Kanał Górnośląski, Oberschlesischer Kanal), nó được xây dựng từ năm 1935 đến 1939 và thay thế Kênh Kłodnicki.

## Kết cấu
Kênh đào dài khoảng 41,6 kmi; độ sâu tối đa của nó là 3,5 m; chiều rộng con kênh là 38 mét (125 ft); tốc độ tối đa cho phép đối với tàu trên kênh là 6 kilômét trên giờ (4 mph); và chênh lệch độ cao của mực nước ở hai đầu là 43,6 m. Nó có sáu âu tàu. Kênh có thể truy cập từ 15 tháng 3 đến 15 tháng 12 (270 ngày một năm).
Các âu tàu:
1. ở quận Łabędy của Gliwice
2. ở quận Dzierżno của Pyskowice
3. ở làng Rudziniec
4. ở quận Sławięcice của Kędzierzyn-Koźle
5. ở làng Nowa Wieś
6. ở quận Kłodnica của Kędzierzyn-Koźle

Kênh đào bắt đầu ở Kędzierzyn-Koźle trên sông Oder và kết thúc tại cảng Gliwice. Kênh đào đi qua Opole Voivodeship và Silesian Voivodeship ở Ba Lan.
Nước trong kênh đến từ sông Kłodnica cũng như các hồ và hồ chứa như Dzierżno Duże và Dzierżno Małe.

## Lịch sử
Kênh Gliwice ban đầu được xây dựng ở tỉnh Upper Silesia ở Đức. Bởi vì Kênh Klodnitz (Kłodnicki) đã trở nên lỗi thời. Năm 1934, một kênh đào mới được xây dựng vì điều này là khả thi hơn so với việc hiện đại hóa Kênh Klodnitz cũ, đóng cửa vào năm 1937. Kênh mới, được gọi là Kênh Gleiwitz (tiếng Đức: Gleiwitzer Kanal), được xây dựng từ năm 1935-1939 và được mở cửa phục vụ vào năm 1941. Vào ngày 8 tháng 12 năm 1939, nó được đổi tên thành Kênh Adolf Hitler (Adolf-Hitler-Kanal), để vinh danh Adolf Hitler, trong lễ khánh thành tổ chức bởi Rudolf Hess. Con kênh này cũng từng nằm trong dự án Danube-Oder-Canal. Sau Thế chiến II, kênh đào và các vùng lãnh thổ xung quanh (xem Lãnh thổ được giữ lại) được đặt dưới quyền quản lý của Ba Lan theo Hội nghị Potsdam năm 1945.
Khoảng năm mươi người được thuê cho việc duy trì kênh đào. Khoảng 700 000 tấn  vật liệu được vận chuyển mỗi năm qua kênh (chủ yếu là than). Chính phủ Ba Lan đang xem xét hiện đại hóa kênh đào.